# Tetrastichus ennii
Tetrastichus ennii är en stekelart som beskrevs av Girault 1936. Tetrastichus ennii ingår i släktet Tetrastichus och familjen finglanssteklar. Inga underarter finns listade i Catalogue of Life.